# Azgour
Azgour  (in arabo ازكور‎?) è un centro abitato e comune rurale del Marocco situato nella provincia di Al Haouz, regione di Marrakech-Safi. Conta una popolazione di 6 865 abitanti (censimento 2014).